# شهرستان مریمک (نیوهمپشایر)
شهرستان مریمک واقع در ایالت نیوهمپشایر است. جمعیت این شهرستان بر اساس سرشماری سال ۲۰۱۰ آمریکا ۶۰۰۸۸ نفر گزارش شده‌است. مرکز شهرستان مریمک، شهر کنکورد است.این شهرستان در سال ۱۸۲۳ از بخش‌هایی از هیلزبرو و راکینگهام به وجود آمد و به خاطر رودخانه مریمک، مریمک نام گزارده شده‌است.